# صموئيل وونغ
صموئيل وونغ هو موزع كندي، ولد في 12 أبريل 1962 في هونغ كونغ في الصين.

## وصلات خارجية
- صموئيل وونغ على موقع ميوزك برينز (الإنجليزية)